# Giro di Lombardia 1968
Il Giro di Lombardia 1968, sessantaduesima edizione della corsa, fu disputata il 12 ottobre 1968, su un percorso totale di 266 km. Fu vinta dal belga Herman Van Springel, giunto al traguardo con il tempo di 6h58'58" alla media di 38,094 km/h, precedendo l'italiano Franco Bitossi ed il connazionale Eddy Merckx.
Presero il via da Milano 145 ciclisti e 27 di essi portarono a termine la gara.

## Ordine d'arrivo (Top 10)
| Pos. | Corridore              | Squadra      | Tempo    |
| ---- | ---------------------- | ------------ | -------- |
| 1    | Herman Van Springel    | Mann-Grundig | 6h58'58" |
| 2    | Franco Bitossi         | Filotex      | a 15"    |
| 3    | Eddy Merckx            | Faema        | s.t.     |
| 4    | Jan Janssen            | Pelforth     | a 53"    |
| 5    | Martin Van Den Bossche | Molteni      | a 1'15"  |
| 6    | Gianni Motta           | Molteni      | a 1'50"  |
| 7    | Felice Gimondi         | Salvarani    | s.t.     |
| 8    | Michele Dancelli       | Pepsi Cola   | s.t.     |
| 9    | Jo de Roo              | Willem II    | s.t.     |
| 10   | Adriano Durante        | Max Meyer    | s.t.     |